# Osmundaceae
Osmundaceae Martinov  è una famiglia di piante, l'unica appartenente all'ordine Osmundales Link nella classe Polypodiopsida.

## Descrizione
Gli steli delle Osmundaceae contengono tessuto vascolare disposto come un sifonostele ectofloico; cioè, un anello di floema si trova solo all'esterno di un anello di xilema, che circonda il midollo (e nessun altro tessuto vascolare). Le stipole possono essere individuate alla base delle foglie di queste felci. Le basi delle foglie indurite sono persistenti e si sovrappongono per formare uno strato indurito che circonda lo stelo. Il mantello delle basi fogliari delle radici intercalate può formare un tronco legnoso quando il fusto emerge dal suolo, alto fino a 1 m in Todea barbara. I membri estinti della famiglia, che prosperarono durante il Mesozoico, potevano raggiungere l'altezza di alberi ed essere definiti felci arboree. Le foglie sono o olodimorfiche, con fronde fertili e sterili separate che assumono una struttura completamente diversa, oppure hanno porzioni fertili e sterili della fronda molto distinte nella struttura.
Gli sporangi delle Osmundaceae sono grandi e si aprono con una fessura sulla parte superiore; l'anello che delimita l'apertura dello sporangio è laterale. Solitamente sono presenti da 128 a 512 spore. Le spore sono verdi, quasi rotonde e trilete. Le spore germinano nei gametofiti, che sono verdi (fotosintetici), grandi e cuoriformi e crescono in superficie.

## Tassonomia
La famiglia comprende i seguenti generi:
- Leptopteris C.Presl
- Osmunda L.
- Osmundastrum C.Presl
- Todea Willd.